# Selma Wijnberg
Selma (Sarah/Saartje) Engel-Wijnberg (Groningen, 15 mei 1922 – East Haven, 4 december 2018) was een Nederlandse Holocaustoverlevende. Ze is de enige vrouwelijke Nederlandse gevangene die in de Tweede Wereldoorlog uit vernietigingskamp Sobibór wist te ontsnappen.

## Levensloop

### Jeugd
Wijnberg groeide op in Zwolle, waar haar ouders een hotel hadden: hotel Wijnberg.

### Tweede Wereldoorlog
Vanaf september 1942 was Wijnberg, in die tijd ook Sarah of Saartje genoemd, ondergedoken in Utrecht en daarna in De Bilt. Haar onderduiknaam was Greetje van den Berg. Ze werd op 18 december op de Utrechtseweg door de politie gearresteerd. In februari 1943 werd ze naar het kamp Vught gebracht, waarna ze een week in Kamp Westerbork verbleef en vanaf 9 april in Sobibór. Na aankomst wordt zij samen met o.a. Minny Cats uit Haarlem en Ursula Stern uit Utrecht geselecteerd voor dwangarbeid in het kamp. Zij werkten met name in Lager II. 
Na Selma's ontsnapping tijdens de opstand van 14 oktober 1943 vluchtte ze met de Poolse Jood Chajm Engel (1916-2003), op wie ze in Sobibór verliefd was geworden. Het paar liep door een mijnenveld en een bos en dook negen maanden lang onder op de zolder van een boerderij, tot aan de bevrijding van Polen in juli 1944 door het Rode leger. Ondertussen was het paar getrouwd en raakte Selma zwanger.
Via Chełm en Parczewski, waar hun zoon Emiel geboren werd, gingen ze naar Lublin. Vandaar gingen ze per trein dwars door Oekraïne naar Tsjernivtsi en vandaar naar Odessa. Per boot, waar Chajm als niet-West-Europeaan op gesmokkeld moest worden, vertrokken ze naar Marseille. Op de boot overleed Emiel. Hij kreeg in de buurt van Griekenland een zeemansgraf. Per trein kwamen ze begin juni 1945 terug in Zwolle en gingen wonen in Hotel Wijnberg.
Ook Ursula Stern weet tijdens de opstand in oktober 1943 te ontsnappen, sluit zich aan bij Poolse partizanen en overleeft de oorlog. Minny Cats wordt volgens de getuigenverklaringen van haar vriendinnen kort voor de opstand van 14 oktober 1943 doodgeschoten in Sobibór.
In juli 1944 stuitten de oorlogscorrespondenten van de Komsomolskaja Prawda [De Komsomol Waarheid] in Chełm Lubelski op enkele vluchtelingen uit Sobibór, namelijk Selma Engel, Chaim Powroźnik en Dov Freiberg en schreven hun verslagen op. Het eerste Nederlandse krantenartikel waarin het vernietigingskamp Sobibór vermeld staat is van 22 september 1944 op het eiland Curaçao in de Amigoe di Curaçao. Hierin staat een interview met Selma Wijnberg, waarin ze vertelt dat ze met het 6e transport vanuit Westerbork op 9 april in Sobibór is gearriveerd en wat in het kamp gebeurt. Het artikel verwijst naar het onderzoek van de Russische journalist Ilja Ehrenburg. Hij sprak Selma Engel in juli 1944.

### Na de oorlog

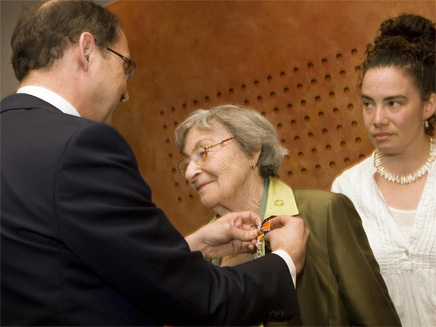
Koninklijke onderscheiding voor Selma Engel-Wijnberg

KVP-minister Hans Kolfschoten besloot dat Chajm als ongewenst vreemdeling niet in Nederland kon blijven. In Nederland huwden ze op 18 september 1945 opnieuw en de Zwolse politie trok daaruit de conclusie dat Wijnberg door te trouwen met de Pool Engel ook de Poolse nationaliteit gekregen had en vroeg aan het Ministerie van Justitie wat er met beiden moest gebeuren. Ze werden echter niet uitgezet, omdat Polen geen onderdanen uit het buitenland opnam. Er werd overwogen om beiden in een vreemdelingenkamp in Valkenswaard op te sluiten, maar daarmee werd gewacht, omdat men verwachtte dat ze wel snel alsnog naar Polen uitgezet zouden worden. In Zwolle kreeg het paar een zoon en een dochter en ze dreven een stoffen- en modezaak.
In 1951 vertrokken ze naar Israël, waar ze eerst in de kibboets Moledet en daarna in Beit Yitzhak gingen wonen. Omdat Chajm daar niet kon wennen, gingen ze in 1957 naar de Verenigde Staten, waar ze zich in eerste instantie in Westport en later in Branford in de staat Connecticut vestigden. Ze keerden alleen enkele keren terug naar Europa om te getuigen tegen oorlogsmisdadigers uit Sobibór. Chajm en Selma Engel vertelden regelmatig hun oorlogsgeschiedenis op scholen in hun omgeving, om zo jongeren te onderwijzen over de Holocaust. In 2003 stierf Chajm.
Op 12 april 2010 bood minister Ab Klink tijdens de Westerbork-herdenking namens de Nederlandse regering excuses aan voor haar toenmalige houding. Deze excuses wilde mevrouw Wijnberg niet aannemen, omdat zij deze 'te laat' vond. Ze werd op diezelfde dag benoemd tot Ridder in de Orde van Oranje-Nassau.
Selma Engel-Wijnberg was de laatste Nederlandse overlevende van het vernietigingskamp Sobibór. Ze overleed in december 2018 op 96-jarige leeftijd in een verzorgingshuis in East Haven en werd begraven op de Beaver Brook Cemetery in Clinton.

## Films en boek
Over de opstand en de uitbraak uit Sobibór werd in 1987 de film Escape from Sobibor uitgebracht. De rol van Wijnberg werd hierin vertolkt door Ellis van Maarseveen. Ad van Liempt schreef de biografie Selma: De vrouw die Sobibor overleefde (ISBN 9789074274425) en maakte een documentaire over haar, die door de NOS op televisie werd uitgezonden.
In de film Sobibor uit 2018 werd Selma Engel-Wijnberg vertolkt door de Russische actrice Maria Kozjevnikova. Deze film had op 3 mei 2018 een eerstvoorstelling in Rusland en op 11 oktober 2018 in Nederland. Het is mogelijk dat Selma deze film nog gezien heeft omdat zij op 4 december van datzelfde jaar op 96-jarige leeftijd overleed.